# Cattedrale di San Giuseppe (Maracay)

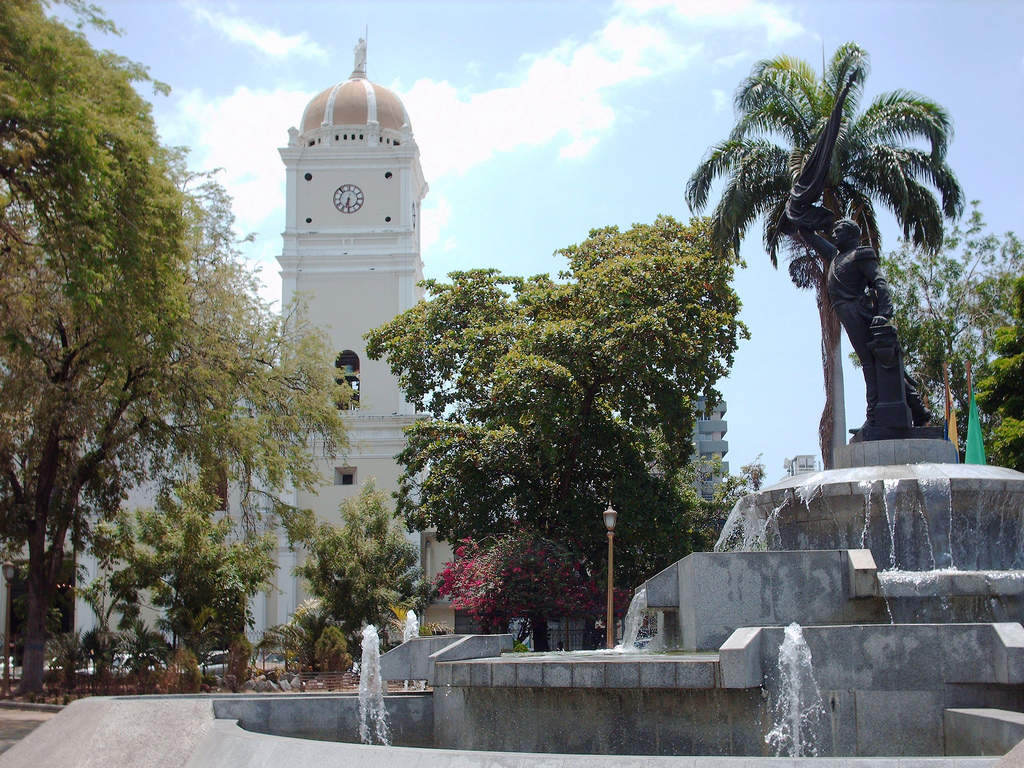
La cattedrale vista da piazza Giradot

La cattedrale di San Giuseppe (in lingua spagnola Catedral de San José) nota anche come Cattedrale di Maracay è un edificio religioso che si trova nella città venezuelana di Maracay, nello stato di Aragua. È la sede episcopale della diocesi cattolica di Maracay e diversamente dalle altre cattedrali nelle città venezuelane, che si affacciano su piazza Bolívar, si trova dal lato opposto alla piazza Giradot, così denominata in onore di un eroe locale.
Non deve essere confusa con l'altra cattedrale cattolica, sita nel quartiere di San Jacinto e officiata dalla Chiesa cattolica sira.